# Asseria
Asseria, egy illír alapokon épített ókori római város volt Horvátországban, Benkovac közelében a mai Zára megyében.

## Fekvése
Asseria romjai Észak-Dalmáciában, a Benkovachoz tartozó Podgrađe településtől délre 1 km-re találhatók. 

## Története
Asseriát még a rómaiak előtt az illírek egyik törzse a liburnok építették az i. e. 4. vagy az 5. században. A legújabb kutatások egy, az i. e.  5. századból származó régebbi sánc maradványait tárták fel az északi sánc területén, amely tört kövekből, kötőanyag nélkül épült. A rómaiak az i. e. 2. század közepén szállták meg ezt a vidéket és az itt talált erődített településeket átvéve tovább erősítették. Asseria fejlettsége a legjelentősebb római városokéval vetekedett. Központját a fórum képezte, ahol a középületek álltak és az itt élt mintegy két- háromezer lakos kényelmét vízvezeték szolgálta. Asseria a birodalom bukása után is lakott maradt. Utolsó építményei a 6. században épültek. A folyamatos hitéletet az ókortól máig fennmaradt kis Szentlélek templom igazolja. Az ókori várost valószínűleg a 6. században a térséget elözönlő avarok és szláv segédnépeik támadása pusztította el.

## Leírása
Az itteni romokról a 18. század végén a velencei utazó Alberto Fortis számolt be először, aki akkor lelkesedésében el is határozta, hogy majd egyszer ásatni visszatér a területre. Ezt követően a 19. század végén 1898-ban érkeztek ide bécsi régészek és ők végezték az első szakszerű ásatásokat. Ezek eredményeiről, a feltárt romokról a 20. század elején írt az ide látogató ismert költő és utazó Ante Tresić Pavičić. A rendszeres régészeti feltárások 1998-tól folynak a területen, számos lelettel az itt élt emberek életéről. 
Már néhány perces séta után is meggyőződhetünk ennek a városnak az egykori jelentőségéről, mely a Jaderból és Nedinumból Varvaria és Burnum felé vezető út feletti magaslaton feküdt. A falak még romjaikban is hatalmasak, szélességük helyenként eléri a három métert. Az északi részen még ma is négy méteres magasságban állnak. Könnyű megkülönböztetni a rómaiak durva, de szabályosan megmunkált köveit a késő ókori zavaros időszakban az itt élő nép által rakott kövekből épített falaktól, melyek alacsonyabbak és durvábban megmunkáltak voltak. A 2. század elején Asserián keresztül vonultak Traianus római császár seregei a Dacia elleni hadjáratra. Ennek az eseménynek az emlékére a város egyik bejáratánál diadalívet építettek. Az itt lakók mindennapi életéről tanúskodik az akvadukt, amely a közeli Lisičićből szállította a vizet, valamint a fórum, ahol a fontosabb középületek álltak. 
Maga a fórum körülbelül 30 méter széles volt. Ma fölötte áll a Szentlélek templom, mely egy régebbi ókeresztény egyház alapjain jött létre. A fórum és az eredeti terepszint nyomai ma is láthatók a templom déli oldalán, amelynek falaiba számos római kőemlék épült. A római szobrászat fejlettségéről mesél az a számos és különféle feliratos sírkőlap is, amelyeket itt találtak. A sírköveken kívül a romok közül különféle épületelemek és szobrok töredékei. Közülük a legérdekesebb egy nagy kőoltár, amely építőanyagként volt beépítve egy később épített falba. A négyszögletes oltár valószínűleg az egykori fórumon állt, a szélesebb oldalán a capitoliumi farkas és a kis Romulus és Remus ábrázolása, a szűkebb oldalon áldozati bika és libatio (italáldozat) látható. Az oltár több más értékes lelettel együtt a benkovaci városi múzeumban látható. Mire a szlávok megérkeztek Dalmáciába Asseria fénye már a múlté volt. Az itteni folyamatos élet egyetlen jele a kis Szentlélek templom, mely a késő ókortól napjainkig őrizte a keresztény hitet ezen a helyen. Ma az egész terület szépen rendezett, ahol a turistákat útbaigazító táblák tájékoztatják.